# الیف، کامپانیا
الیف، کامپانیا (به ایتالیایی: Alife, Campania) یک سکونتگاه مسکونی در ایتالیا است که در استان کسرتا واقع شده‌است.

## خصوصیات
الیف ۶۳ کیلومترمربع مساحت و ۷٬۴۸۶ نفر جمعیت دارد و ۱۱۰ متر بالاتر از سطح دریا واقع شده‌است.